# Grammy Award du meilleur album de rap
Le Grammy Award for Best Rap Album (Grammy Award du meilleur album de rap) est une récompense musicale décernée depuis 1996 lors de la cérémonies des Grammy Awards. Eminem est l'artiste ayant eu le plus d'albums récompensés (six).

## Lauréats
| Année | Lauréats | Œuvre                             | Nommés | Réf.          |
| ----- | --- | --------------------------------- | --- | ------------- |
| 1996  | Naughty by Nature | Poverty's Paradise                | - 2Pac – Me Against the World - Bone Thugs-n-Harmony – E. 1999 Eternal (en) - Ol' Dirty Bastard – Return to the 36 Chambers: The Dirty Version - Skee-Lo – I Wish (en)                 | [ 1 ]         |
| 1997  | Fugees - Fugees, producteurs                                                                                                | The Score                         | - 2Pac – All Eyez On Me - A Tribe Called Quest – Beats, Rhymes and Life - Coolio – Gangsta's Paradise - LL Cool J – Mr. Smith                                                          | [ 2 ]         |
| 1998  | Puff Daddy and the Family - Puff Daddy And The Family & Stevie J. producteurs                                               | No Way Out                        | - Missy Elliott – Supa Dupa Fly - Wyclef Jean – Wyclef Jean Presents The Carnival (en) - The Notorious B.I.G. – Life After Death - Wu-Tang Clan – Wu-Tang Forever                      | [ 3 ]         |
| 1999  | Jay-Z - Joe Quinde, ingénieur/mixer                                                                                         | Vol. 2... Hard Knock Life         | - A Tribe Called Quest – The Love Movement - Big Punisher – Capital Punishment - Jermaine Dupri – Life in 1472 - Mase – Harlem World (en)                                              | [ 4 ]         |
| 2000  | Eminem - Eminem, Jeff Bass & Marky Bass, producteurs - Mr. B, ingénieur/mixer                                               | The Slim Shady LP                 | - Busta Rhymes – Extinction Level Event: The Final World Front - Missy Elliott – Da Real World - Nas – I Am... - The Roots – Things Fall Apart                                         | [ 5 ]         |
| 2001  | Eminem - Dr. Dre & Richard Huredia, ingénieurs/mixers                                                                       | The Marshall Mathers LP           | - DMX – ...And Then There Was X - Dr. Dre – 2001 - Jay-Z – Vol. 3... Life and Times of S. Carter - Nelly – Country Grammar                                                             | [ 6 ]         |
| 2002  | Outkast - David Sheats, producteur (en) - John Frye, ingénieur                                                              | Stankonia                         | - Eve – Scorpion - Ja Rule – Pain Is Love - Jay-Z – The Blueprint - Ludacris – Back for the First Time                                                                                 | [ 7 ]         |
| 2003  | Eminem - Steve King, ingénieur/mixer                                                                                        | The Eminem Show                   | - Ludacris – Word of Mouf - Mystikal – Tarantula (en) - Nelly – Nellyville - Petey Pablo – Diary of a Sinner: 1st Entry (en)                                                           | [ 8 ]         |
| 2004  | Outkast - John Frye, ingénieur/mixer                                                                                        | Speakerboxxx/The Love Below       | - 50 Cent – Get Rich or Die Tryin' - Missy Elliott – Under Construction - Jay-Z – The Blueprint 2: The Gift & the Curse - The Roots – Phrenology                                       | [ 9 ]         |
| 2005  | Kanye West - Manny Marroquin, ingénieur/mixer                                                                               | The College Dropout               | - Beastie Boys – To the 5 Boroughs - Jay-Z – The Black Album - LL Cool J – The DEFinition - Nelly – Suit                                                                               | [ 10 ]        |
| 2006  | Kanye West - Jon Brion, producteur - Andrew Dawson, Anthony Kilhoffer & Tom Biller, ingénieurs - Mike Dean, ingénieur/mixer | Late Registration                 | - 50 Cent – The Massacre - Common – Be - Missy Elliott – The Cookbook - Eminem – Encore                                                                                                | [ 11 ]        |
| 2007  | Ludacris - Joshua Monroy & Phil Tan, ingénieurs/mixers                                                                      | Release Therapy                   | - Lupe Fiasco – Lupe Fiasco's Food & Liquor - Pharrell – In My Mind - The Roots – Game Theory - T.I. – King                                                                            | [ 12 ]        |
| 2008  | Kanye West - Kanye West, producteur - Andrew Dawson, Anthony Kilhoffer & Mike Dean, ingénieurs                              | Graduation                        | - Common – Finding Forever - Jay-Z – Kingdom Come - Nas – Hip Hop Is Dead - T.I. – T.I. vs. T.I.P.                                                                                     | [ 13 ]        |
| 2009  | Lil Wayne - Darius "Deezle" Harrison & Fabian Marasciullo, ingénieurs                                                       | Tha Carter III                    | - Jay-Z – American Gangster - Lupe Fiasco – Lupe Fiasco's The Cool - Nas – Untitled - T.I. – Paper Trail                                                                               | [ 14 ]        |
| 2010  | Eminem - Andre Young, producteur - Andre Young, Mauricio "Veto" Iragorri & Michael Strange, ingénieurs/mixers               | Relapse                           | - Common – Universal Mind Control - Flo Rida – R.O.O.T.S. - Mos Def – The Ecstatic - Q-Tip – The Renaissance                                                                           | [ 15 ]        |
| 2011  | Eminem - Eminem & Mike Strange, ingénieurs/mixers                                                                           | Recovery                          | - B.o.B – B.o.B Presents: The Adventures of Bobby Ray - Drake – Thank Me Later - Jay-Z – The Blueprint 3 - The Roots – How I Got Over                                                  | [ 16 ]        |
| 2012  | Kanye West - Kanye West, producteur - Andrew Dawson, Anthony Kilhoffer, Mike Dean & Noah Goldstein, ingénieurs/mixers       | My Beautiful Dark Twisted Fantasy | - Lupe Fiasco – Lasers - Jay-Z and Kanye West – Watch the Throne - Nicki Minaj – Pink Friday - Lil Wayne – Tha Carter IV                                                               | [ 17 ]        |
| 2013  | Drake - Noah « 40 » Shebib (en), producteur - Noel « Gadget » Campbell & Noah « 40 » Shebib, ingénieurs/mixers              | Take Care                         | - 2 Chainz – Based on a T.R.U. Story - Lupe Fiasco – Food & Liquor II: The Great American Rap Album Pt. 1 - Nas – Life Is Good - Rick Ross – God Forgives, I Don't - The Roots – Undun | [ 18 ]        |
| 2014  | Macklemore & Ryan Lewis - Ben Haggerty & Ryan Lewis, ingénieurs/mixers                                                      | The Heist                         | - Drake – Nothing Was the Same - Jay-Z – Magna Carta Holy Grail - Kendrick Lamar – Good Kid, M.A.A.D City - Kanye West – Yeezus                                                        | [ 19 ]        |
| 2015  | Eminem - Tony Campana, Joe Strange & Mike Strange, ingénieurs/mixers                                                        | The Marshall Mathers LP 2         | - Iggy Azalea – The New Classic - Common – Nobody's Smiling - Childish Gambino – Because the Internet (en) - Wiz Khalifa – Blacc Hollywood - Schoolboy Q – Oxymoron                    | [ 20 ]        |
| 2016  | Kendrick Lamar - Derek « MixedByAli » Ali & James « The White Black Man » Hunt, ingénieurs/mixers                           | To Pimp a Butterfly               | - J. Cole – 2014 Forest Hills Drive - Dr. Dre – Compton - Drake – If You're Reading This It's Too Late - Nicki Minaj – The Pinkprint                                                   | [ 21 ] [ 22 ] |
| 2017  | Chance the Rapper | Coloring Book (en)                | - De La Soul – And the Anonymous Nobody... - DJ Khaled – Major Key (en) - Drake – Views - Schoolboy Q – Blank Face LP - Kanye West – The Life of Pablo                                 | [ 23 ]        |
| 2018  | Kendrick Lamar | Damn                              | - Jay-Z – 4:44 - Migos – Culture - Rapsody – Laila's Wisdom (en) - Tyler, the Creator – Flower Boy                                                                                     | [ 24 ]        |
| 2019  | Cardi B | Invasion of Privacy               | - Cardi B - Invasion of Privacy - Mac Miller - Swimming - Nipsey Hussle - Victory Lap (en) - Pusha T - Daytona - Travis Scott - Astroworld                                             | [ 25 ]        |
| 2020  | Tyler, The Creator | IGOR                              | - 21 Savage - I Am Greater than I Was - Cordae - The Lost Boy - Dreamville - Revenge of the Dreamers III - Meek Mill - Championships - Tyler, The Creator - IGOR                       |               |
| 2021  | Nas | King's Disease                    | - Freddie Gibbs et The Alchemist - Alfredo - Royce da 5'9" - The Allegory - Jay Electronica - A Written Testimony - D Smoke - Black Habits                                             |               |
| 2022  | Tyler, The Creator | Call Me If You Get Lost           | - J. Cole - The Off-Season - Drake - Certified Lover Boy - Nas - King's Disease II - Kanye West - Donda                                                                                |               |
| 2023  | Kendrick Lamar | Mr. Morale & the Big Steppers     | - DJ Khaled - God Did - Future - I Never Liked You - Jack Harlow - Come Home the Kids Miss You - Pusha T - It's Almost Dry                                                             |               |
| 2024  | Killer Mike | Michael                           | - Drake et 21 Savage - Her Loss - Metro Boomin - Heroes & Villains - Nas - King's Disease III - Travis Scott - UTOPIA                                                                  |               |
| 2025  | Doechii | Alligator Bites Never Heal        | - J. Cole - Might Delete Later - Common & Pete Rock - The Auditorium, Vol. 1 - Eminem - The Death Of Slim Shady (Coup De Grâce) - Future & Metro Boomin - We Don't Trust You           |               |

1. ↑  Chaque année est liée à l'article sur la cérémonie annuelle des Grammy Awards tenue cette année.